# 효도 카츠미
효도 카츠미(일본어: 兵頭 功海 효도 가쓰미[*], 1998년 4월 15일 ~ )는 일본의 배우이다.

## 출연작

### TV 드라마
- 기사룡전대 류소저 - 카나로 / 류소우골드 역

## 영화
- 기사룡전대 류소저 THE MOVIE 타임슬립! 공룡패닉!!! - 카나로 / 류소우골드 역
- 기사룡전대 류소저 VS 루팡레인저 VS 패트레인저 - 카나로 / 류소우골드 역
- 기사룡전대 류소저 특별편:메모리 오브 소울메이트 - 카나로 / 류소우골드 역
- 마진전대 키라메이저 VS 류소저 - 카나로 / 류소우골드 역